# Portezuelo (Cáceres)
Portezuelo es un municipio y localidad española de la provincia de Cáceres, en la comunidad autónoma de Extremadura. El término municipal tiene una población de 206 habitantes (INE 2024).

## Geografía
Está situado en la falda norte de la cordillera Oretana. Pertenece al partido judicial de Cáceres y a la mancomunidad de la Rivera de Fresnedosa. El término municipal de Portezuelo tiene los siguientes límites:
- Portaje y Torrejoncillo al norte;
- Pedroso de Acim y Cañaveral al este;
- Garrovillas de Alconétar al sur;
- Acehúche y Alcántara al oeste.

## Historia
El origen de la población es aún hoy desconocido, si bien se sabe que la zona estuvo habitada desde la prehistoria, ya que en sus inmediaciones se ha hallado dólmenes prehistóricos. A su vez se tiene constancia de que cerca del lugar geográfico que hoy ocupa el pueblo hubo asentamientos mineros romanos.
Se tienen indicios de que en la época visigoda hubo una ciudad de esta civilización en el cerro próximo de Macailla, por lo que una de las hipótesis que tiene más fuerza es que fueran habitantes de la misma los que se trasladaron a las inmediaciones del castillo de Portezuelo una vez que este fue construido, dando origen a la localidad tal y como hoy se conoce.
A la caída del Antiguo Régimen la localidad se constituye en municipio constitucional en la región de Extremadura, Partido Judicial de Garrovillas que en el censo de 1842 contaba con 100 hogares y 548 vecinos.

## Demografía
Portezuelo cuenta con una población de 206 habitantes (INE 2024).
| Gráfica de evolución demográfica de Portezuelo entre 1842 y 2021                                                    |
| |
| Población de derecho según los censos de población del INE Población de hecho según los censos de población del INE |

## Economía

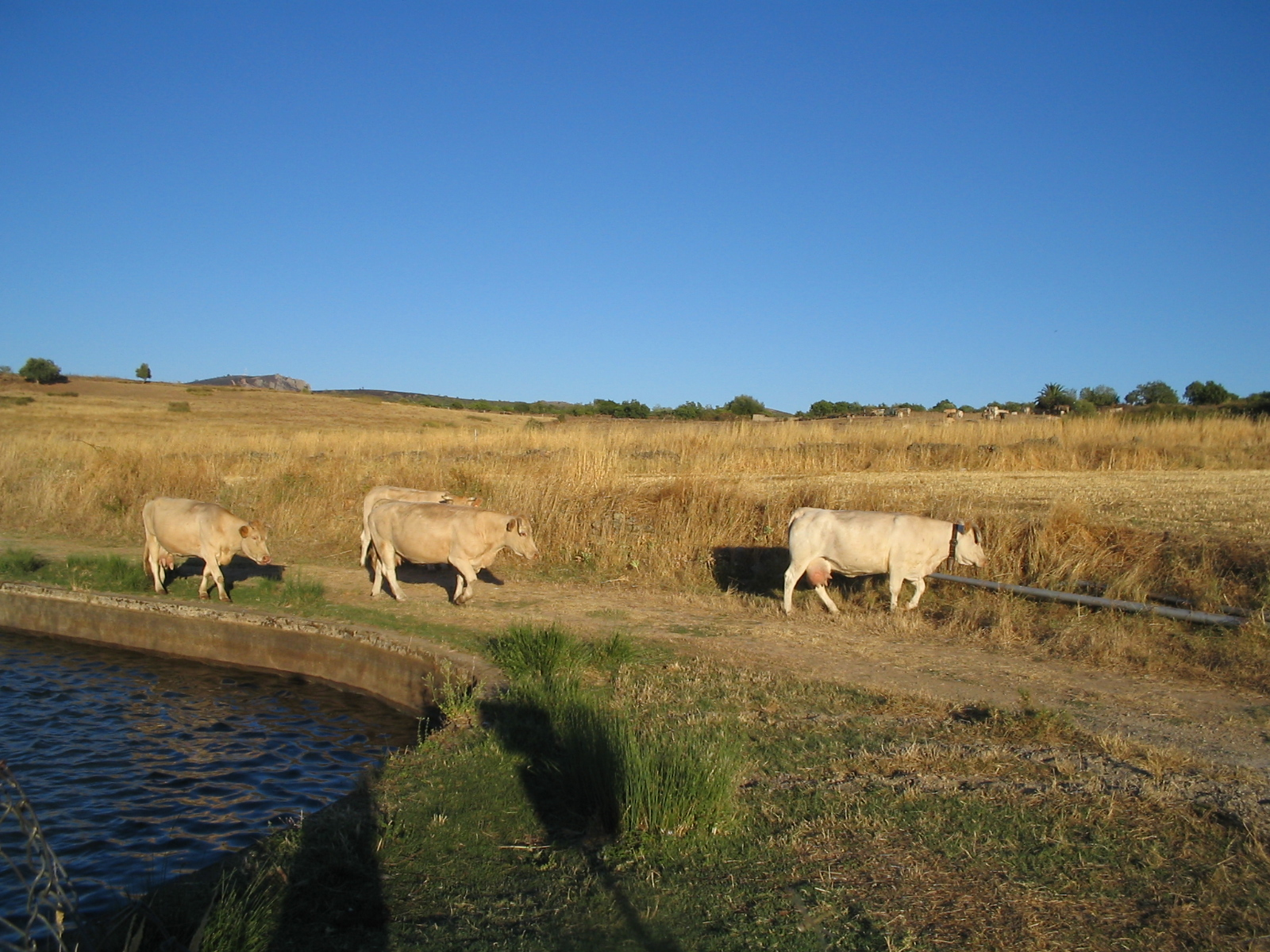
Vacas en Portezuelo

La principal actividad económica de la localidad es la ganadería. La gran cantidad de encinas y alcornoques que rodean a la misma permite la explotación de dehesas dedicadas al ganado vacuno, porcino, ovino y caprino. 
En sus inmediaciones se sitúan numerosas huertas lo que hacen que la agricultura sea también muy importante para la localidad.

## Vías de comunicación
| Nombre                              | Lugar de entrada al pueblo | Lugares a los que va   |
| ----------------------------------- | -------------------------- | ---------------------- |
| EX-109 Carretera de Cáceres a Coria | Norte del pueblo           | Lleva a Torrejoncillo. |
| EX-109 Carretera de Cáceres a Coria | Sur del pueblo             | Lleva a la N-630.      |
| EX-372 Carretera de Acehúche        | Oeste del pueblo           | Lleva a Acehúche.      |
| Camino de Cañaveral                 | Este del pueblo            | Lleva a Cañaveral      |

## Patrimonio

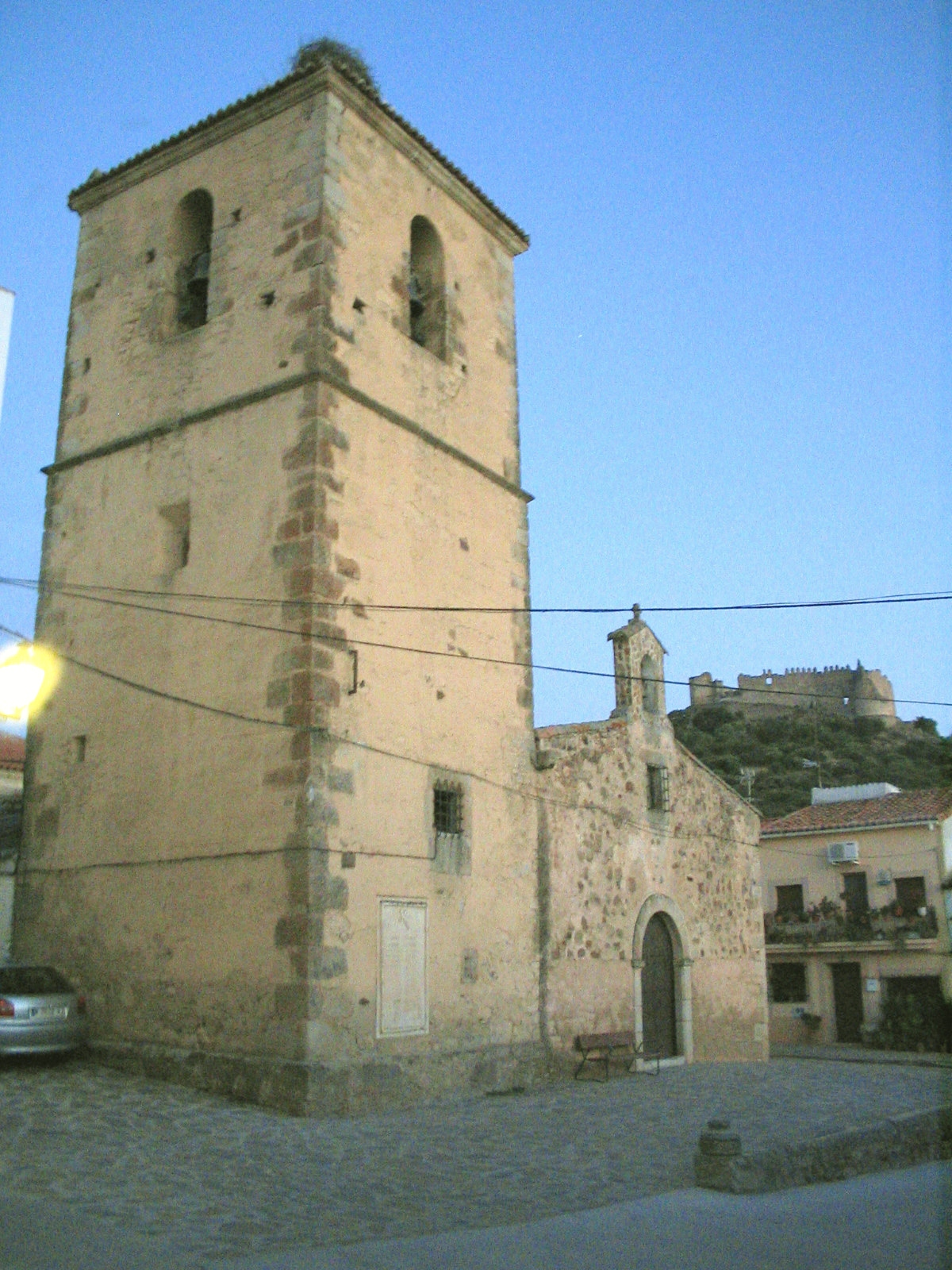
Iglesia de Santa Marína y castillo de Portezuelo al fondo

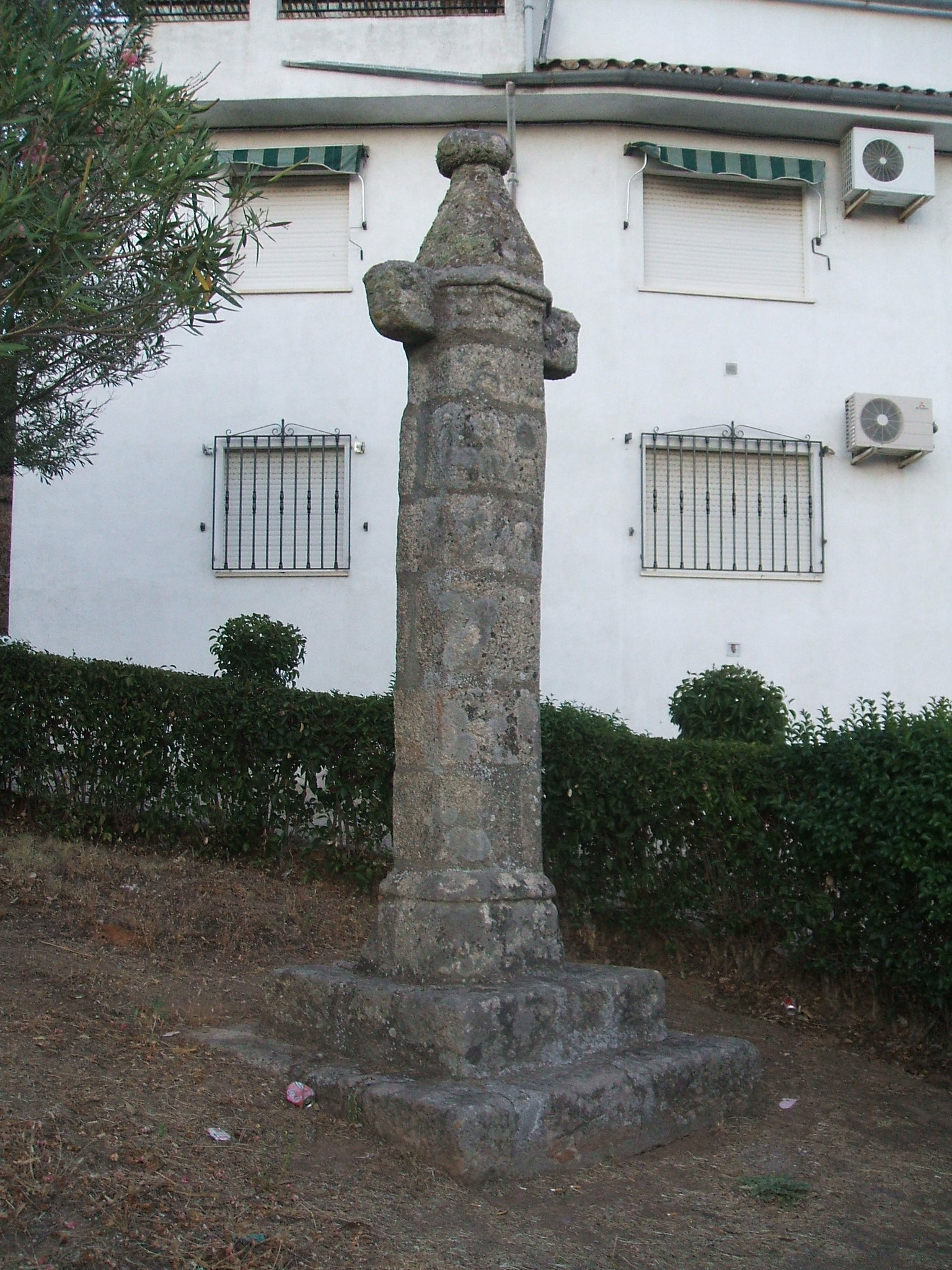
Rollo de Portezuelo

- Castillo de Portezuelo, del siglo XII, reformado en el siglo XVI.
- Iglesia de Santa Marina, del siglo XVII con modificaciones en el siglo XVIII. Es la iglesia parroquial de la localidad.
- Ermita del Cristo del Humilladero, del siglo XVII.
- Ermita de Santa Ana, al norte del término municipal.
- Varias cruces.
- Rollo.

## Fiestas
- Santos Mártires, San Sebastián y San Fabián, 20 de enero:

Cuando el relente de la helada deja caer su carámbano la noche del 19 de enero, todos los portezueleños acuden a la iglesia parroquial. Va a comenzar "La Velá". La gente se arremolina alrededor de San Sebastián y San Fabián. Cantan hombres y mujeres, jóvenes y viejos.
Importante -demasiado importante- es que, durante estos actos en el exterior de la iglesia, arda una hoguera a su puerta, grandiosa fogata que llega a alcanzar impresionante altura.
Al amanecer del día 20, le toca espantar la helada al tamborilero. Es la hora de la “Alborá”. Gaita y tamboril tocan a diana. Los portezueleños soñolientos y algo resacosos de la jarana nocturna, abren los ojos. Pronto se esfuma la pereza y se prepara el “remú”, la ropa vistosa y limpia que sólo se pone en determinadas festividades
Cuando el sol sube más de dos palmos por cima de la sierra, dos hombres acompañan al tamborilero. Se va casa por casa, realizando una cuestación. Hay que pedir "Iimohna pa loh sántuh bendítuh".
Llega la misa. Se pasa, posteriormente, a la procesión, "los santos" van a recorrer todos y cada uno de los hogares de Portezuelo.
Las dos pequeñas tallas de los Santos Mártires, llevadas en andas, con fanática fe por los hijos de Portezuelo, franquean todas las puertas y penetran en todas las viviendas. Son horas de emoción, de lágrimas y escalofríos, de recuerdos hacia los que se fueron para siempre y para el portezueleño de la emigración, el que no pudo venir a ver a los santos de su devoción.
La pólvora de las escopetas inunda la atmósfera. y docenas de cohetes revientan en lo alto cada vez que los Santos entran o salen de una casa. Hay cánticos y vivas. Todo se entremezcla en un confuso desorden organizado.
Larga y monótona es la procesión para el profano, pero para los vecinos de Portezuelo el tiempo se les escapa a todo correr. Las seis de la tarde se echan encima y el cortejo va llegando a la plaza. Aún no es hora de comer. Y en la plaza, se celebran las pujas. ¡A ver quién da más! Los que pregonen la cantidad más alta, se quedarán con las "piernas" de las andas y las llevarán hasta la iglesia.
Muere la procesión y la copla se deshace en el aire:
"Recorridos los hogares
y de nuevo en vuestra casa,
derramad sobre este pueblo
muchas bendiciones santas.
Los hijos de Portezuelo,
que lejos de aquí se encuentran,
el día 20 de enero
os honran con su presencia."
- Las Candelas, 2 de febrero.
- Romería, lunes de Pascua.
- Ntra Sra. de la Asunción, 15 de agosto.
- Cristo del Humilladero, 14 de septiembre.